# Sinea undulata
Sinea undulata är en insektsart som beskrevs av Philip Reese Uhler 1894. Sinea undulata ingår i släktet Sinea och familjen rovskinnbaggar. Inga underarter finns listade i Catalogue of Life.